# تحويل هاف

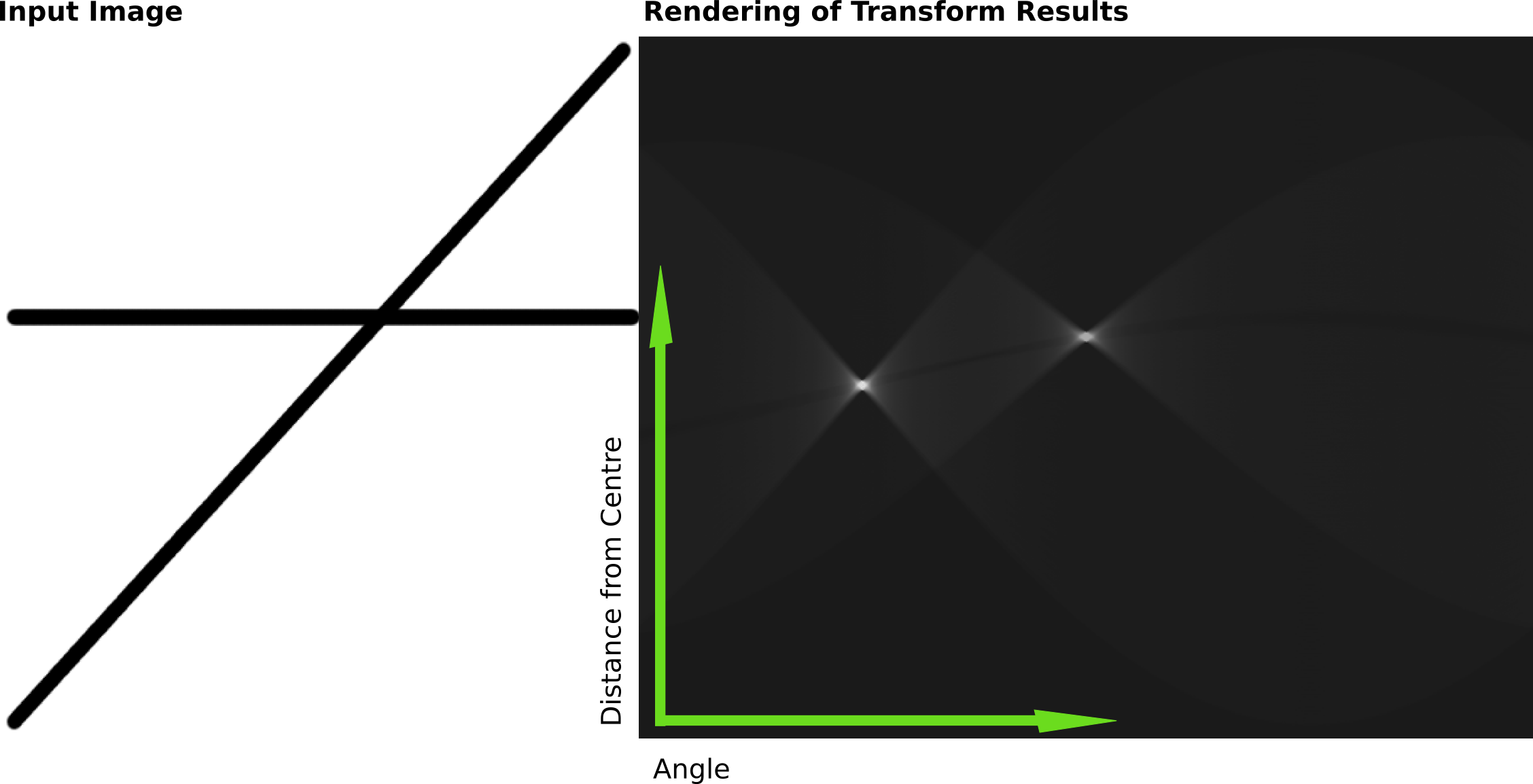
الصورة على اليمين توضح نتيجة تحويل هاف للمستقيمين الموضحين في الشكل على اليسار.

تحويل هاف (بالإنجليزية: Hough transform)‏ هي تقنية استخلاص مميزات تستخدم في تحليل الصور، الرؤية الحاسوبية، ومعالجة الصور الرقمية. الهدف من هذه الطريقة هو إيجاد أجزاء من الأشكال غير المنتطمة في أجزاء خاصة من صورة الجسم، عن طريق تقنية التصويت. عملية التصويت هذه تجري في ما يسمى بفضاء المواصفات (بالإنجليزية: parameter space)‏، عن طريق الحصول على أفضل الأشكال المرشحة من قيمها العظمى التي توجد في ما يسمى بفضاء التراكم (بالإنجليزية: accumulator space)‏. أولى استخدامات التقنية كانت من أجل التعرف على الخطوط المستقيمة في الصور، إلا أنها توسعت لاحقا لتشمل التعرف على الأشكال مثل الدوائر والقطوع الناقصة. تم اختراع الطريقة للمرة الأولى عام 1972 من قبل رتشارد دودا (Richard Duda) و بيتر هارت (Peter Hart)، بناء على براءة اختراع لباول هاف (Paul Hough) في العام 1962، انتشرت استخدامها بشكل واسع بعد 1981 بعد بحث مهم نشره ب. هـ. دالارد (P.H.Dallard).